# Schamal Darfur
Schamal Darfur (arabisch شمال دارفور, deutsch Nord-Darfur) ist ein Bundesstaat Sudans.
Er hat eine Fläche von 296.420 km², eine Bevölkerung von 2.296.100 Einwohnern (Berechnung 2017) und al-Faschir ist die Hauptstadt.

## Geographie
Schamal Darfur besteht im Wesentlichen aus Trockensavanne. Der Nordosten ist fast menschenleer, so dass in den letzten Jahrzehnten durch den steigenden Bevölkerungsdruck und nach einigen regenreicheren Jahren das Anbaugebiet für Hirse nach Norden ausgedehnt wurde. In den darauffolgenden Dürrejahren kam es dann zu Hungersnöten, da infolge der Entfernung der bodennahen natürlichen Vegetation und der Umwandlung in Ackerland durch Deflation ein Teil des fruchtbaren Bodens weggeweht wurde; das Ergebnis ist eine Ausdehnung der Wüsten- und Halbwüstengebiete.

## Geschichte
Von 1919 bis 1974 gehörte das Gebiet des heutigen Bundesstaates Schamal Darfur zur Provinz Darfur. 1974 wurde die Provinz Schamal Darfur abgespalten und umfasste das Gebiet des heutigen Schamal Darfur und den nördlichen Teil von Gharb Darfur. Von 1991 bis 1994 gehörte das Gebiet von Schamal Darfur wieder zum neu geschaffenen Bundesstaat Darfur, der in den Grenzen der Provinz Darfur von 1919 bis 1974 glich. Am 14. Februar 1994 wurden dann erneut Schamal Darfur von Darfur abgespalten, diesmal als Bundesstaat und ohne den nördlichen Teil von Gharb Darfur.

## Wirtschaft
Schamal Darfurs Wirtschaft basiert in erster Linie auf Subsistenz-Landwirtschaft (Regenfeldbau) mit Getreide, Obst und Tabakanbau und Viehwirtschaft.